# Portugalice

Carte de la Portugalice.

La Portugalice (en portugais et en galicien Portugaliza) est un concept poussé par certains partisans du réintégrationnisme linguistique, revendiquant l'unité culturelle, linguistique, historique et géographique entre les peuples du Portugal et de la Galice,,. Pour les réintégrationnistes qui défendent ce concept, la Portugalice impliquerait une réintégration politique (et pas seulement linguistique) de la Galice dans l'espace portugais. Ce nouvel État aurait une superficie de 121 810 km² et une population de 13 millions d'habitants.
Le terme a été largement utilisé par les écrivains et intellectuels portugais Manuel Rodrigues Lapa et José Rodrigues Miguéis. Ernesto Guerra da Cal évoque « le droit de rêver à la réponse d'une Galice libre à l'appel lancé par le poète Lopes Vieira : 'Quitte la Castille et viens avec nous' ; le droit, enfin, de rêver à cette Portugalice idéale pour ces deux peuples du Cap d'Europe, telle que l'ont imaginée Pondal et Teixeira de Pascoaes – et Mestre Lapa, un rêveur de toujours, qui, grâce à Dieu, continue de nourrir des rêves qui encouragent les réalités ».

## Histoire et portée culturelle
Le comté de Portugal, premier État portugais de l'Histoire, s'étendait du fleuve Minho et de Trás-os-Montes jusqu'au comté de Coïmbre et Viseu,. Cependant, une fois achevée la séparation entre le comté de Portugal et le royaume de Galice, la Galice et le Portugal suivent des évolutions différentes. Le Royaume de Galice fut aboli au fil du temps et pleinement incorporé à l'Espagne en 1833, après un long processus de castillianisation sociale, culturelle et linguistique. Le Portugal, contrairement à la Galice, a poursuivi son expansion territoriale en tant que royaume, depuis le comté de Portugal jusqu'à l'Algarve ; et de là, à l'Outre-mer.
Malgré tout, même aujourd'hui, près d'un millénaire après la séparation politique entre le Portugal et la Galice, les citoyens des deux côtés de la frontière partagent une identité culturelle commune, l'accent étant mis sur la langue : certains considèrent le portugais et le galicien comme des langues sœurs, dérivées du galaïco-portugais, également appelé portugais archaïque ; d'autres vont encore plus loin et les considèrent comme de simples variantes dialectales d'une même langue.

## Voir également
- Réintégrationnisme linguistique
- Galaïco-portugais
- Irrédentisme